# 毛漢光
毛漢光（1937年—），浙江江山县人。毛森之子。中華民國中國歷史學者。

## 生平
1948年，毛漢光前往台湾。1960年获台湾大学历史系學士學位。1964年获政治大学政治研究所硕士。同年进入中央研究院历史语言研究所。1969年獲博士学位。毛漢光擔任過台湾师范大学历史研究所兼任教授、东海大学历史研究所兼任教授、中正大學歷史系教授、吳鳳工商專科學校校長。1971至1973年為哈佛燕京學社訪問學者。1991至1993年為美國伯克利加州大學東亞圖書館訪問學者。主張革新史學研究方法，致力以當代社會學、政治學的理論方法研究中國歷史。1994年，毛漢光參選中研院院士，結果被人檢舉論文涉嫌抄襲，最終落選。

## 著作
- 《两晋南北朝士族政治之研究》
- 《唐代统治阶层社会变动》
- 《中国中古社会史略论》
- 《中国中古贤能观念之研究》
- 《三国政权的社会基础》
- 《王朝军权转移及其对政局之影响》[2]